# Aristolochia reticulata
Aristolochia reticulata là một loài thực vật có hoa trong họ Aristolochiaceae. Loài này được Nutt. mô tả khoa học đầu tiên năm 1835.